# Seisyllwg
Seisyllwg was een middeleeuws koninkrijk in Zuid-Wales.
Seisyll (c. 665) was een rechtstreekse afstammeling van de Usai, oudste zoon van koning Ceredig. Hij was in de 7e eeuw koning van  Ceredigion. Hij viel het Koninkrijk Dyfed binnen en veroverde ook Ystrad Tywi. Zijn uitgebreide koninkrijk Ceredigion en Ystrad Tywi kreeg te zijner ere de naam Seisyllwg. Rond 800 werden de koninkrijken Builth en Gwerthrynion door huwelijk en verovering verenigd met Seisyllwg. Het koninkrijk kwam vervolgens in 872 in handen van Rhodri Mawr, de koning van Gwynedd, en werd sindsdien geregeerd door een tak van deze familie. In 920 danvoegde Hywel Dda Seisyllwg en Dyfed samen om het koninkrijk Deheubarth te vormen. Vanuit deze machtsbasis verenigde hij later bijna gans Wales.